# نهائي البطولة العربية للأندية 2017
نهائي البطولة العربية للأندية 2017 هي المباراة التي جمعت بين الترجي الرياضي التونسي والنادي الفيصلي الأردني يوم 6 أغسطس 2017 بـملعب برج العرب بالإسكندرية مصر. إنتهت المباراة بنتيجة 3_2 لصالح الترجي الذي هو بدورة توج بكأس البطولة العربية للأندية موسم 2016-17.

## النقل التلفزيوني للمباراة
| الدولة                   | القناة           |
| ------------------------ | ---------------- |
| مصر                      | أو إن سبورت      |
| السعودية                 | الرياضية         |
| الإمارات العربية المتحدة | أبو ظبي الرياضية |

## الطريق إلى النهائي
| مركز | فريق                   | نقاط | لعب |
| ---- | ---------------------- | ---- | --- |
| 1    | الترجي الرياضي التونسي | 9    | 3   |
| 2    | نادي المريخ            | 4    | 3   |
| 3    | الهلال السعودي         | 2    | 3   |
| 4    | نفط الوسط العراقي      | 1    | 3   |

| مركز | فريق                   | نقاط | لعب |
| ---- | ---------------------- | ---- | --- |
| 1    | النادي الفيصلي الأردني | 9    | 3   |
| 2    | الأهلي المصري          | 6    | 3   |
| 3    | نصر حسين داي           | 3    | 3   |
| 4    | نادي الوحدة            | 0    | 3   |

## المباراة
| الفيصلي                 | 2–3 (ب.و.إ.) | الترجي                             |
| ----------------------- | ------------ | ---------------------------------- |
| زواي 72' · بني عطية 88' | تقرير        | بقير 46' · بقير 54' · الذوادي 101' |

## البطل
| البطولة العربية 2016–17             |
| ----------------------------------- |
|                                     |
| الترجي الرياضي التونسي اللقب الثالث |